# Saugwindharmonium

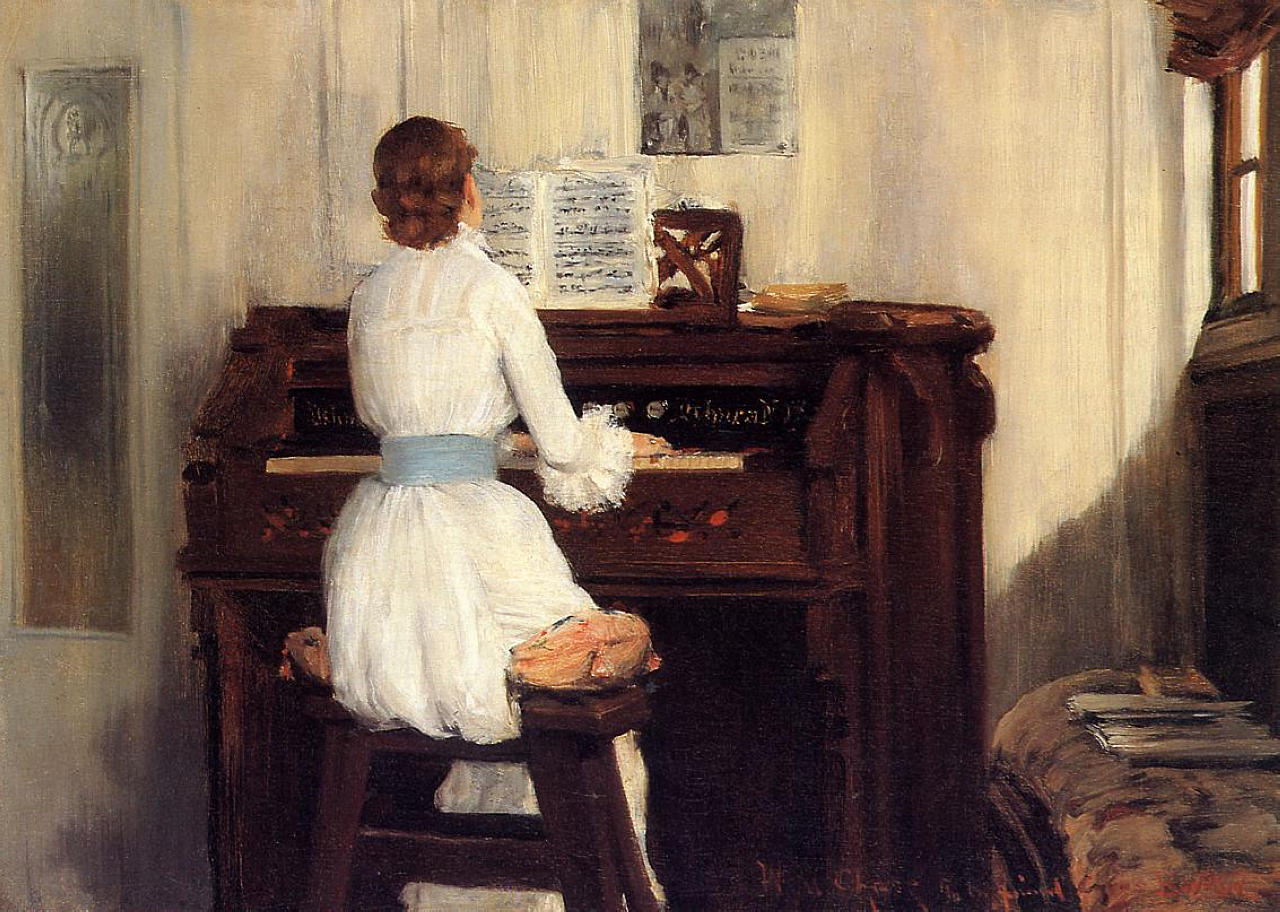
Mrs Meigs am Harmonium (1883) von William Merritt Chase (1849–1916)

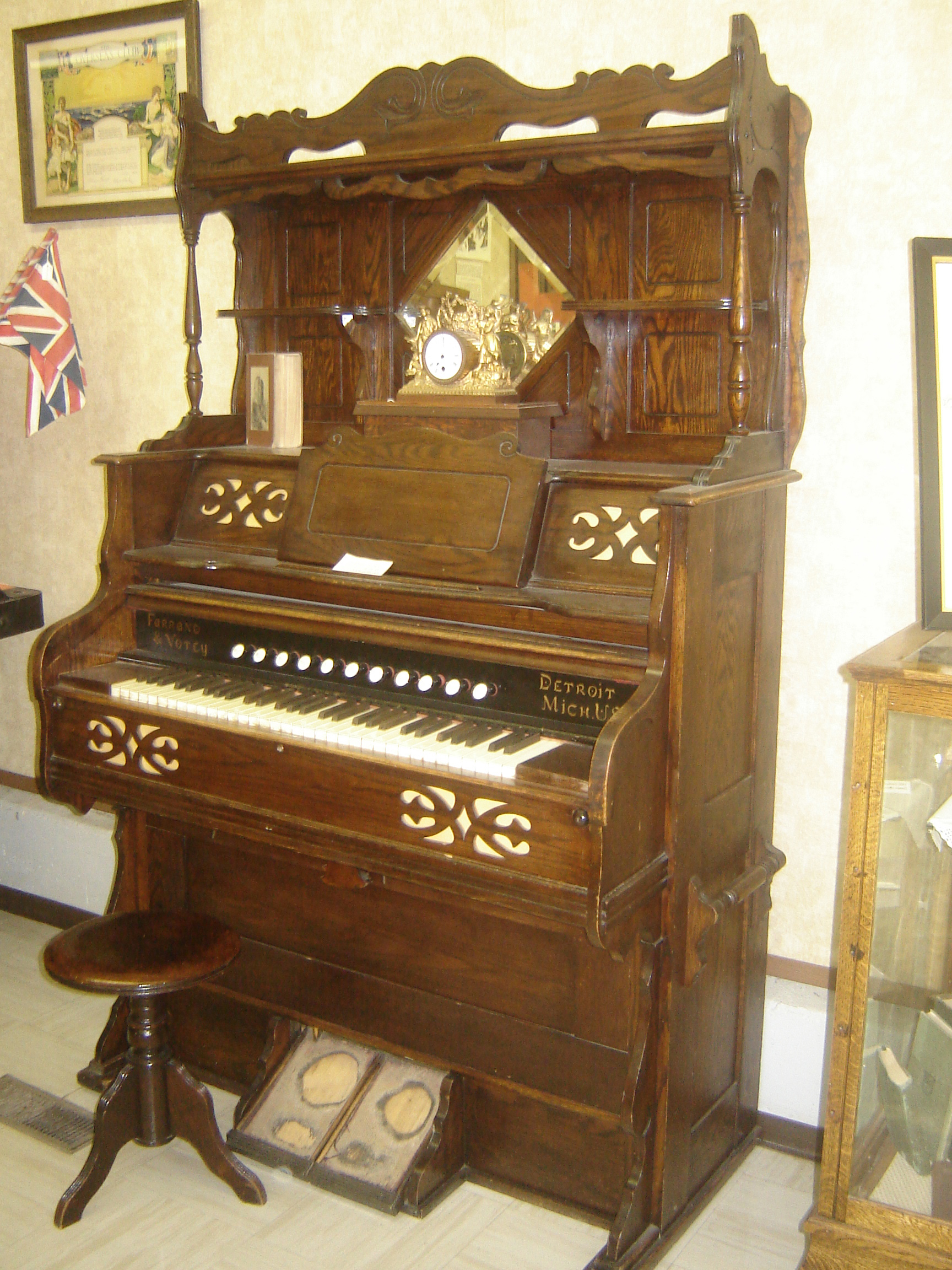
Barr Colony Heritage Cultural Centre: Harmonium – ein aufwändig gebautes Harmonium

Das Saugwindharmonium (auch Saugluftharmonium genannt) ist die in mehreren Ländern seit Ende des 19. Jahrhunderts am weitesten verbreitete Bauform des Harmoniums (neben dem Druckwindharmonium und seiner wichtigsten Bauform dem Kunstharmonium). Es wird auch amerikanisches Harmonium genannt, da es dort seinen Ursprung als Amerikanische Orgel (cottage organ mit dem Prinzip der Saugluft, das Christian Friedrich Ludwig Buschmann, der Vater der Handharmonika auf das Harmonium übertrug) hat.
Von der älteren Druckwind-Bauform unterscheidet es sich nicht nur klanglich, sondern auch durch seinen wesentlich einfacheren Aufbau, der nicht nur eine kostengünstigere Produktion erlaubt, sondern auch die Wartung erleichtert.
Während das Druckwind- und Kunstharmonium speziell für den künstlerisch-solistischen Einsatz konzipiert worden war, etablierte sich das Saugwindharmonium als ein Instrument, das in Kirchen und Kapellen oft als Orgelersatz und in vielen Bürgerhäusern für die Hausmusik genutzt wurde. Die überwiegende Mehrzahl der heute noch in Deutschland vorhandenen Harmonium-Instrumente gehören zum Typ des Saugwindharmonium.

## Tonerzeugung
Beim Saugwindharmonium wird der den Ton mit entgegengesetzter Luftstromrichtung wie beim Druckluftharmonium erzeugt. Durch das Betätigen der Tretschemel wird der Magazinbalg entleert, also ein Unterdruck erzeugt. Insofern ist der dem Orgelbau entlehnte Terminus Magazinbalg hier etwas irreführend, da er keine Luft bei Überdruck speichert, sondern einen Unterdruck, also das Fehlen von Luft „bevorratet“. Beim Niederdrücken der Tasten respektive beim Öffnen der Ventile wird dadurch Luft angesaugt. Diese muss an den Zungen vorbei und versetzt diese dabei in Schwingung – der Ton wird erzeugt.

## Das Normalharmonium

### Ausstattung
Der Verein der Harmoniumfabrikanten unter dem Vorsitz von Theodor Mannborg beschloss 1903 eine Disposition für ein Normalharmonium, von dem möglichst jedes Mitglied ein Instrument anbieten sollte. So entsprach das Normalharmonium der Standardausstattung des Saugwindharmoniums.
Über die vereinbarte Disposition hinaus sollte das Normalharmonium über zwei Kniehebel verfügen (rechts – Forteklappen, links – Tutti). Der Manualumfang wurde auf 5 Oktaven (F1 - f3) mit einer Registerteilung zwischen h0 und c1 festgelegt. Der Subbass 16' sollte lediglich von C bis c0 ausgebaut sein und es sollte eine Oktavkoppel besitzen.

### Disposition
Die vereinbarte Disposition:
|      | Bass F1–h0     |     |
| (7)  | Sub Bass       | 16' |
| (6)  | Eolian Harp    | 02' |
| (1)  | Diapason       | 08' |
| (1P) | Diapason Dolce | 08' |
| (3)  | Viola          | 04' |
| (3P) | Viola Dolce    | 04' |

|      | Diskant c1–f3  |     |
| (VH) | Vox Humana     |     |
| (4)  | Seraphone      | 08' |
| (3)  | Flute          | 04' |
| (1)  | Melodia        | 08' |
| (1P) | Melodia Dolce  | 08' |
| (5)  | Vox celeste    | 08' |
| (OK) | Octave Coupler |     |

Deutsche Produzenten verwendeten oft andere Registernamen aber klanglich ähnliche Register. Auch waren die Registernummern identisch, so dass die vom Komponisten für den Harmoniumspieler notierten Register zu ähnlichen klanglichen Resultaten geführt haben.

### Gegenüberstellung von Saugwindharmonium und Druckwindharmonium
- Das Druckwindharmonium besitzt einen Expressionszug. Obwohl es auch eine Expressionsvorrichtung für Saugwind-Harmonien gab, wurde sie nur sehr selten gebaut.[3]
- Die Klaviatur eines Druckwindharmoniums reicht von C bis c4 mit einer Klaviarturteilung zwischen h0 und c1. Die eines Saugwindharmoniums reicht von F1 bis f3 mit einer Klaviarturteilung zwischen h0 und c1, seltener zwischen e0 und f0.

## Geschichte
In Europa nimmt Christian Friedrich Ludwig Buschmann eine besondere Stellung ein, da er zumindest ab 1838 Saugwindharmoniums baute. Die industrielle Fertigung des Saugwindharmoniums begann in den USA von 1850 bis 1860 durch die großen Firmen 'Estey' und 'Mason & Hamlin'. In den USA wird das Saugwind-Harmonium (also das Harmonium des „amerikanischen Systems“) für gewöhnlich „reed organ“ (auch „pump organ“ oder „parlor organ“) genannt. Fabriken aus den USA und Kanada konnten viele Saugwindharmoniums nach Deutschland exportieren. Die Massenproduktion ermöglichte günstige Preise, gleichzeitig kam der Klangcharakter dieser Instrumente denen entgegen, die in erster Linie einen (günstigen) Ersatz für die Orgel suchten. Auch die europäischen Hersteller von Druckwindharmoniums führten nach und nach das neue Saugwindsystem ein – vor allem weil diese Instrumente preiswerter herstellbar waren (Firmengründer in Sachsen wie 'Mannborg', 'Lindholm' und Hofberg).